# Équation de Langevin
L'équation de Langevin (1908) est une équation stochastique pour le mouvement brownien.
{\displaystyle \underbrace {m{\frac {\mathrm {d} ^{2}x}{{\mathrm {d} t}^{2}}}} _{\text{force inertielle}}=\underbrace {-6\pi \eta R{\frac {\mathrm {d} x}{\mathrm {d} t}}} _{\text{force de Stokes}}+\underbrace {-{\frac {F}{L}}x(t)} _{\rm {force\ ext{\acute {e}}rieure}}+\underbrace {f_{a}(t)} _{\rm {force\ al{\acute {e}}atoire}}}

## Théorie de Langevin du mouvement brownien
Dans l'approche théorique de Langevin, une grosse particule brownienne de masse m, supposée animée à l'instant t d'une vitesse  {\displaystyle {\vec {v}}(t)}, est soumise à deux forces bien distinctes :
- une force de frottement fluide du type {\displaystyle {\vec {f}}\,=\,-\,k\,{\vec {v}}}, où k est une constante positive. Dans le cas d'une particule sphérique de rayon a, cette constante s'écrit explicitement : {\displaystyle k=6\pi \eta a} (loi de Stokes).
- une  force complémentaire, notée {\displaystyle {\vec {\eta }}(t)}, qui synthétise la résultante des chocs aléatoires des molécules de fluide environnantes. Langevin écrit à propos de cette force supplémentaire qu'« elle est indifféremment positive et négative, et sa grandeur est telle qu'elle maintient l'agitation de la particule que, sans elle, la résistance visqueuse finirait par arrêter ». On appelle au XXIe siècle une telle force un bruit blanc gaussien[1].

## Équation de Langevin
On applique le principe fondamental de la dynamique de Newton, ce qui conduit à l'équation stochastique de Langevin :
{\displaystyle m\,{\frac {d{\vec {v}}(t)}{dt}}\ =\ -\,k\,{\vec {v}}(t)\ +\ {\vec {\eta }}(t)}

## Solution de Langevin (1908)

### Réécriture de l'équation de Langevin
Prenons le produit scalaire de cette équation avec le vecteur position {\displaystyle {\vec {r}}(t)} (en omettant la dépendance en temps pour simplifier les notations) :
{\displaystyle m\ {\vec {r}}\cdot {\frac {d^{2}{\vec {r}}}{dt^{2}}}\ =\ -\,k\ {\vec {r}}\cdot {\frac {d{\vec {r}}}{dt}}\ +\ {\vec {r}}\cdot {\vec {\eta }}}
Remarquons alors d'une part que :
{\displaystyle {\frac {d||{\vec {r}}||^{2}}{dt}}\ =\ {\frac {d({\vec {r}}\cdot {\vec {r}})}{dt}}\ =\ 2\ {\vec {r}}\cdot {\frac {d{\vec {r}}}{dt}}}
{\displaystyle \Longrightarrow \quad {\vec {r}}\cdot {\frac {d{\vec {r}}}{dt}}\ =\ {\frac {1}{2}}\ {\frac {d||{\vec {r}}||^{2}}{dt}}}
et d'autre part que :
{\displaystyle {\frac {d^{2}||{\vec {r}}||^{2}}{dt^{2}}}\ =\ {\frac {d~}{dt}}\ \left[{\frac {d||{\vec {r}}||^{2}}{dt}}\right]\ =\ {\frac {d~}{dt}}\ \left[\,2\ {\vec {r}}\cdot {\frac {d{\vec {r}}}{dt}}\,\right]\ =\ 2\,||{\vec {v}}||^{2}\ +\ 2\ {\vec {r}}\cdot {\frac {d^{2}{\vec {r}}}{dt^{2}}}}
{\displaystyle \Longrightarrow \quad {\vec {r}}\cdot {\frac {d^{2}{\vec {r}}}{dt^{2}}}\ =\ {\frac {1}{2}}\ {\frac {d^{2}||{\vec {r}}||^{2}}{dt^{2}}}\ -\ ||{\vec {v}}||^{2}}
En substituant ces expressions dans le produit scalaire obtenu à partir de l'équation de Langevin, on obtient une nouvelle forme de l'équation différentielle :
{\displaystyle m\ {\frac {d^{2}||{\vec {r}}||^{2}}{dt^{2}}}\ =\ -\,k\ {\frac {d||{\vec {r}}||^{2}}{dt}}\ +\ 2\,m\ ||{\vec {v}}||^{2}\ +\ 2\,{\vec {r}}\cdot {\vec {\eta }}}

### Moyenne sur le bruit blanc gaussien
On prend alors la moyenne de l'équation précédente sur toutes les réalisations possibles du bruit blanc gaussien. Il vient :
{\displaystyle m\ \left\langle \ {\frac {d^{2}||{\vec {r}}||^{2}}{dt^{2}}}\ \right\rangle \ =\ -\,k\ \left\langle \ {\frac {d||{\vec {r}}||^{2}}{dt}}\ \right\rangle \ +\ 2\,m\ \left\langle \ ||{\vec {v}}||^{2}\ \right\rangle \ +\ 2\,\left\langle \ {\vec {r}}\cdot {\vec {\eta }}\ \right\rangle }
On fait l'hypothèse avec Langevin que la valeur moyenne du terme de bruit est nulle :
{\displaystyle \left\langle \ {\vec {r}}\cdot {\vec {\eta }}\ \right\rangle \ =\ 0}
Par ailleurs, le processus de moyenne sur le bruit commute avec la dérivation temporelle :
{\displaystyle \left\langle \ {\frac {d||{\vec {r}}||^{2}}{dt}}\ \right\rangle \ =\ {\frac {d~}{dt}}\ \left\langle \ ||{\vec {r}}||^{2}\ \right\rangle \quad \mathrm {et} \quad \left\langle \ {\frac {d^{2}||{\vec {r}}||^{2}}{dt^{2}}}\ \right\rangle \ =\ {\frac {d^{2}~}{dt^{2}}}\ \left\langle \ ||{\vec {r}}||^{2}\ \right\rangle }
ce qui conduit à l'équation différentielle pour les moyennes :
{\displaystyle m\ {\frac {d^{2}~}{dt^{2}}}\ \left\langle \ ||{\vec {r}}||^{2}\ \right\rangle \ =\ -\,k\ {\frac {d~}{dt}}\ \left\langle \ ||{\vec {r}}||^{2}\ \right\rangle \ +\ 2\,m\ \left\langle \ ||{\vec {v}}||^{2}\ \right\rangle }
On pose alors :
{\displaystyle u(t)\ =\ {\frac {1}{2}}\ {\frac {d~}{dt}}\ \left\langle \ ||{\vec {r}}(t)||^{2}\ \right\rangle }
de telle sorte que l'équation différentielle se réécrive sous la forme simple :
{\displaystyle m\ {\frac {du(t)}{dt}}\ =\ -\,k\ u(t)\ +\ m\ \left\langle \ ||{\vec {v}}||^{2}\ \right\rangle }

### Équipartition de l'énergie
On obtient une estimation du dernier terme de vitesse quadratique moyenne en utilisant le théorème d'équipartition de l'énergie de la physique statistique classique. Pour le mouvement d'une particule dans un espace à d dimensions, on obtient :
{\displaystyle {\frac {1}{2}}\ m\ \langle \ ||{\vec {v}}||^{2}\ \rangle \ =\ {\frac {d}{2}}\ k_{B}\ T}
où {\displaystyle k_{B}} est la constante de Boltzmann, et {\displaystyle T} la
température absolue en kelvins. L'énergie thermique moyenne 
{\displaystyle k_{B}T} par particule peut se réécrire :
{\displaystyle k_{B}\ T\ =\ {\frac {R\,T}{{\mathcal {N}}_{A}}}}
où {\displaystyle R} est la constante des gaz parfaits, et {\displaystyle {\mathcal {N}}_{A}} le nombre d'Avogadro. L'équation différentielle se met donc finalement sous la forme :
{\displaystyle m\ {\frac {du(t)}{dt}}\ +\ k\ u(t)\ =\ {\frac {d\,RT}{{\mathcal {N}}_{A}}}}
Cette équation différentielle linéaire du premier ordre à coefficients constants avec second membre admet la solution exacte :
{\displaystyle u(t)\ =\ {\frac {d\,RT}{k\,{\mathcal {N}}_{A}}}\ +\ \lambda \ \mathrm {e} ^{-\,t/\tau }}
où {\displaystyle \lambda } est une constante, et {\displaystyle \tau } le temps caractéristique de relaxation, qui vaut :
{\displaystyle \tau \ =\ {\frac {m}{k}}\ =\ {\frac {m}{6\pi \eta a}}\ \simeq } 10-8 secondes
dans les conditions d'observations expérimentales usuelles du mouvement brownien.

### Coefficient de diffusion d'Einstein
Dans les conditions expérimentales usuelles, on est toujours dans
le régime où : {\displaystyle t\gg \tau }, et on observe alors :
{\displaystyle u(t)\ \sim \ {\frac {d\,RT}{k\,{\mathcal {N}}_{A}}}\ =\ {\frac {d\,RT}{6\pi \eta a\,{\mathcal {N}}_{A}}}}
Compte tenu de la définition de {\displaystyle u(t)}, on a :
{\displaystyle u(t)\ =\ {\frac {1}{2}}\ {\frac {d~}{dt}}\ \langle \ ||{\vec {r}}(t)||^{2}\ \rangle \ \sim \ {\frac {d\,RT}{6\pi \eta a\,{\mathcal {N}}_{A}}}}
ce qui donne par intégration par rapport au temps t la loi de la diffusion classique :
{\displaystyle \langle \ ||{\vec {r}}(t)||^{2}\ \rangle \ \sim \ {\frac {2d\,RT}{6\pi \eta a\,{\mathcal {N}}_{A}}}\ t\ =\ 2d\ D\ t}
où le coefficient de diffusion {\displaystyle D} s'écrit explicitement :
{\displaystyle D\ =\ {\frac {RT}{6\pi \eta a\,{\mathcal {N}}_{A}}}}
On retrouve bien le résultat d'Einstein (1905).

## Lien avec la distribution de Boltzmann
Un élément intéressant de l'équation de Langevin est qu'elle permet de faire le lien entre le bruit thermique d'une particule amortie dans un potentiel et la statistique de Boltzmann.